# Comuna de Białe Błota
Białe Błota (polaco: Gmina Białe Błota) é uma gminy (comuna) na Polónia, na voivodia de Cujávia-Pomerânia e no condado de Bydgoski. A sede do condado é a cidade de Białe Błota.
De acordo com os censos de 2004, a comuna tem 13 723 habitantes, com uma densidade 105,5 hab/km².

## Área
Estende-se por uma área de 122,1 km², incluindo:
- área agricola: 34%
- área florestal: 54%

## Demografia
Dados de 30 de Junho 2004:
|                      | Total   | Total | Mulheres | Mulheres | Homens  | Homens |
| -------------------- | ------- | ----- | -------- | -------- | ------- | ------ |
|                      | pessoas | %     | pessoas  | %        | pessoas | %      |
| População            | 12 861  | 100   | 6551     | 50,9     | 6310    | 49,1   |
| Densidade (pop./km²) | 105,5   | 100   | 53,7     | 53,7     | 51,8    | 51,8   |

De acordo com dados de 2002, o rendimento médio per capita ascendia a 1594,28 zł.

## Comunas vizinhas
- Bydgoszcz, Łabiszyn, Nakło nad Notecią, Nowa Wieś Wielka, Sicienko, Szubin,